# Le Fort de la dernière chance
Pour plus de détails, voir Fiche technique et Distribution.
Le Fort de la dernière chance (titre original : The Guns of Fort Petticoat) est un film américain de George Marshall sorti en 1957.

## Synopsis
La guerre de Sécession terminée, un détachement de l'Armée massacre une tribu indienne. Le lieutenant Frank Hewitt, un ancien Sudiste, déserte afin de manifester sa désapprobation. Il retourne au Texas et regroupe autour de lui femmes et enfants, abandonnés dans les fermes par les hommes encore au front et menacés par les Indiens qui veulent se venger...

## Fiche technique
- Titre original : The Guns of Fort Petticoat
- Réalisation : George Marshall
- Scénario : Walter Doniger d'après une histoire de C. William Harrison
- Directeur de la photographie : Ray Rennahan
- Montage : Al Clark
- Production : Harry Joe Brown
- Genre : Western
- Pays :  États-Unis
- Durée : 82 minutes
- Dates de sortie :
  - États-Unis : Avril 1957
  - Allemagne de l'Ouest : 5 juillet 1957
- Affiche : Georges Kerfyser (France)

## Distribution
- Audie Murphy (VF : Jean-François Calvé) : Lt. Frank Hewitt
- Kathryn Grant (VF : Rolande Forest) : Anne Martin
- Hope Emerson : Hannah Lacey
- Jeff Donnell : Mary Wheller
- Jeanette Nolan : Cora Melavan
- Sean McClory (VF : Lucien Bryonne) : Emmett Kettle
- Ernestine Wade : Hetty
- Peggy Maley (en) (VF : Paule Emanuele) : Lucy Conover
- Isobel Estrom (VF : Lita Recio) : Mrs. Charlotte Ogden
- Patricia Livingston (VF : Monique Mélinand) : Stella Leatham
- Kim Charney (VF : Jackie Gencel) : Bax Leatham
- Ray Teal (VF : Jean Clarieux) : Salt Pork
- Nestor Paiva (VF : Jean-Henri Chambois) : Tortilla
- James Griffith (VF : Jean Lagache) : Kipper

Acteurs non crédités
- Frank Hagney : Forgeron
- Hugh Sanders : Sergent Webber

Cascades
Jack N. Young